# Julien Fernandes
Julien Fernandes de Sousa Almeida (Montluçon, Francia, 16 de marzo de 1985) es un futbolista francés. Juega de centrocampista y actualmente juega en el Brito SC de la 2020–21 Campeonato de Portugal (serie B).

## Trayectoria
El jugador francés de origen portugués, estuvo vinculado al Vitoria de Setúbal luso durante las temporadas 2005-2006 y 2006-2007, club con el que compitió en la Primera División de Portugal y con el que llegó a disputar competición europea, debido a que habían conquistado la Copa de Portugal el año anterior.
Ha sido internacional sub-21 con la Selección de Fútbol de Portugal.
Durante la temporada 2008-2009 compite en el SD Ciudad de Santiago, club de la Segunda División B]
Durante la Temporada 2009-2010 compite en Segunda División B con el Montañeros CF, destacando como uno de sus jugadores más importantes.
Ha sido internacional sub-21 con la Selección de Fútbol de Portugal.
En 2010 y tras un periodo de prueba a lo largo de la pretemporada, ficha por el FC Cartagena, de la Segunda División española, con el objetivo de la eliminatoria de ascenso a Primera División, objetivo que finalmente no se consigue. Disputa un total de 24 partidos, 12 de ellos como titular.
En junio de 2011 finaliza contrato y no renueva por el equipo pero, sorprendentemente, retorna al club el 31 de agosto. El jugador goza de pocas oportunidades, por lo que pasa gran parte de la temporada sin jugar. Es una temporada decepcionante tanto para él como para el equipo en la que finalmente y a falta de dos jornadas se consuma el descenso de la plantilla más cara en las 18 temporadas que el fútbol cartagenero disputó hasta la fecha en Segunda División (15 con el Cartagena FC y 3 con el FC Cartagena). Finaliza la campaña con un total de 9 partidos disputados.
En 2012 ficha por el Iraklis FC, destacando como uno de sus jugadores más importante.
Lastimosamente el equipo pierde en los play-offs y no accede a primera división.

## Clubes
| Club                    | País           | Año       |
| ----------------------- | -------------- | --------- |
| Vitória FC              | Portugal       | 2005-2007 |
| Montañeros CF           | España         | 2007-2008 |
| SD Ciudad de Santiago   | España         | 2008-2009 |
| Montañeros CF           | España         | 2009-2010 |
| FC Cartagena            | España         | 2010-2012 |
| Iraklis FC              | Grecia         | 2012-2013 |
| Aiginiakos FC           | Grecia         | 2013      |
| Enosis Neon Paralimni   | Chipre         | -2014     |
| FC Jumilla              | España         | 2015      |
| Deportivo Guadalajara   | España         | 2016      |
| Club Deportivo Eldense  | España         | 2016      |
| AO Ayia Napa            | Chipre         | 2017-2019 |
| LA 10 FC                | Estados Unidos | 2019      |
| Club Deportivo Guijuelo | España         | 2020      |
| Brito SC                | Portugal       | 2020-Act. |